# アドバンス・マネジメント
株式会社 アドバンス・マネジメント（英文商号：ADVANCE MANAGEMENT　co.,ltd.）は、2007年12月設立の大阪市中央区にある賃貸管理会社である。

## 事業
- 主に株式会社日成アドバンス専属とし、管理業務・コンサルティング業務を行なう。

- コンサルティング業務では、保険や資産運用に関するセミナーや相談会を定期的に開催する。

- アドバンスマンションの清掃管理業務、設備管理業務、緊急対応業務、事務管理業務を請け負う。

## 関連会社
- 株式会社日成アドバンス